# Helobdella stagnalis
La glossifonia degli stagni (Helobdella stagnalis Linnaeus, 1758) è una comune sanguisuga d'acqua dolce diffusa nelle Americhe, in Europa, Asia e Africa.

## Descrizione
Lunga circa 10 mm, abita ogni tipo di acque dolci e anche salmastre.
La glossifonia degli stagni si nutre soprattutto di vermi, larve di insetti, piccoli crostacei e chioccioline acquatiche di cui riesce a succhiare i liquidi grazie ad una sottile proboscide di cui è dotata.
Come tutte le sanguisughe è ermafrodita e una o due volte all'anno depone dalle 10 alle 30 uova, raccolte in bozzoli, che trattiene sotto al ventre fino alla schiusa. Le piccole glossifonie rimangono aggrappate al genitore per 2-3 settimane prima di disperdersi.